# Dneprovski
Dneprovski (Russisch: Днепровский; van "Dnjepr") was een Goelagkamp in de Russische oblast Magadan. Het lag ongeveer 25 kilometer ten zuidwesten van de nu verlaten plaats Mjakit en 78 kilometer ten noorden van Magadan, aan een aftakking van de Kolymaweg.
Het kamp werd in de zomer van 1941 opgezet rond een tinmijn en vormde onderdeel van speciaal kamp Berlag ('Oeverkamp', vandaar de naam Dnjepr) van de zuidelijke afdeling van de Dalstroj. In december 1942 werd ook een ertsverwerkende fabriek opgestart. De arbeiders waren hoofdzakelijk  dwangarbeiders, waaronder (later gerehabiliteerde) politieke gevangenen. Het meeste werk moest met de hand (houweel, schop, koevoet en kruiwagen) gebeuren. Voor enkele van de zwaarste productieprocessen kon echter gebruik gemaakt worden van machines die ten tijde van de oorlog in het kader van de Leen- en Pachtwet door de Verenigde Staten vanuit Denver waren geleverd aan de Sovjet-Unie. Deze machines werden echter later gedemonteerd om te worden gebruikt in andere mijnbouwlocaties. Ondanks deze machines was het werk zeer zwaar. Gevangenen dienden 80 kruiwagens erts per dag af te leveren, in de winter 50. De gevangen dienden alles zelf te doen. Ook de werktuigen en huishoudelijke spullen werden door gevangenen zelf gemaakt. Na de oorlog kreeg het kamp wel elektriciteit. In de jaren 1950 werd een spoorlijntje aangelegd waarlangs het erts per lorry van de berg af kon worden gebracht.
Bij het kamp lag een dorp van izba's (blokhutten) waar het burgerpersoneel, de ingenieurs en technici verbleven. Deze izba's zijn nog steeds aanwezig. Het kamp zelf was onderverdeeld in een 'viszone' en een 'kampzone'. In de eerste lagen de werkgebieden en in het tweede de barakken voor de gevangenen. Beiden lagen boven het dorp. In de kampgebieden zijn nog steeds de restanten van de ertsbrekers (waarmee tin uit cassiteriet werd gehaald) met ertsstortplaatsen, wachttorens en zoeklichten en prikkeldraad te zien. Boven het werkgebied zijn op een hoogte van ruim 100 meter de sporen te zien van de verschillende ertsafgravingen, die een beeld geven van de zeer zware omstandigheden waaronder de gevangenen moesten werken. Ook staan hier de wachttorens die vroeger onderdeel vormden van de omheining rond het kamp die zich met rijen prikkeldraad over kilometers bergtoppen uitspreidde.
De mijn was met tussenpozen in gebruik tot deze -na de dood van Stalin- werd gesloten in 1955.